# Distrikt Paucarpata
Der Distrikt Paucarpata liegt in der Provinz Arequipa der Region Arequipa in Südwest-Peru. Der Distrikt hat eine Fläche von 31,07 km². Beim Zensus 2017 lebten 131.346 Einwohner im Distrikt. 10 Jahre zuvor lag die Einwohnerzahl bei 120.446. Der Distrikt geht auf die Stadtgründung von Santa Cruz de Paucarpata im 16. Jahrhundert zurück. Am 23. Mai 1995 wurde der Westteil des Distrikts herausgelöst und bildet seither den Distrikt José Luis Bustamante y Rivero. Der Distrikt Paucarpata und die gleichnamige Stadt Paucarpata sind deckungsgleich. Paucarpata ist Teil des Ballungsraumes der Provinz- und Regionshauptstadt Arequipa und liegt 5 km südöstlich von deren Stadtzentrum. 

## Geographische Lage
Der Distrikt Paucarpata liegt im östlichen Zentrum der Provinz Arequipa auf einer Höhe von 2405 m. Der Distrikt hat eine Längsausdehnung in Ost-West-Richtung von 8 km sowie eine Breite von 4 km. Der Fluss Río Socabaya durchfließt den Südosten des Distrikts und bildet im Südwesten die Distriktgrenze. Der Distrikt liegt am Südfuß des Vulkans Misti.
Der Distrikt Paucarpata grenzt im äußersten Nordwesten an den Stadtdistrikt Arequipa, im Norden an den Distrikt Mariano Melgar, im Osten an den Distrikt Chiguata, im Süden an den Distrikt Sabandía sowie im Westen an den 
Distrikt José Luis Bustamante y Rivero.